# Francisca Pleguezuelos Aguilar
Francisca Pleguezuelos Aguilar (Granada, 28 de juny de 1950) és una política socialista andalusa. El 1972 es llicencià en Ciències Matemàtiques a la Universitat de Granada i el 1988 es diplomà en informàtica de gestió a la mateixa universitat. De 1972 a 1975 treballà com a professora al departament d'àlgebra i topologia de la Universitat de Granada, el 1977 fou nomenada professora d'institut secundari, i des del 1990 catedràtica. També ha estat presidenta del Colectivo Independiente de Mujeres de Granada.
Militant de la UGT des del 1976 i del PSOE des de 1977, de 1978 a 1980 fou Secretària de Premsa de la Comissió Executiva Provincial de Granada, de 1980 a 1982 secretària del Grup Mujer y Socialismo. També ha estat membre de la Comissió Executiva Regional del PSOE d'Andalusia. Coordinadora del Grup Federal Socialista de Persones Discapacitades (1996-1999).
Fou escollida diputada per la província de Granada a les eleccions generals espanyoles de 1989, i de 1989 a 1993 fou Secretària Primera de la Comissió d'Economia, Comerç i Hisenda del Congrés dels Diputats. Fou escollida senadora per la província de Granada a les eleccions generals espanyoles de 1993 i 1996. De 1996 a 2000 fou membre de la Diputació Permanent del Senat i portaveu adjunt del Grup Parlamentari Socialista, així com mmbre de les Comissions d'Obres Públiques i Medi ambient, i d'Economia, i viceportaveu de la Comissió Especial d'Arts Escèniques. Fou escollida novament diputada a les eleccions generals espanyoles de 2000, i de 2000 a 2004 fou portaveu adjunt de la Comissió de Ciència i Tecnologia del Congrés dels Diputats.
Fou escollida diputada a les eleccions al Parlament Europeu de 2004. De 2004 a 2007 fou membre de la Comissió de Desenvolupament Regional i de 2007 al 2009 de la Comissió d'Indústria, Investigació i Energia del Parlament Europeu. El 2007 es va posicionar en contra del cànon digital.